# Nature Communications
Ne doit pas être confondu avec Nature (revue).
 (novembre 2022).
Nature Communications (abrégé en Nat. Commun.) est une revue scientifique à comité de lecture, en libre accès, publiée par Nature Research depuis 2010. Il s'agit d'une revue multidisciplinaire bimensuelle qui couvre les recherches originales en sciences naturelles, y compris la physique, la chimie, les sciences de la terre, la médecine et la biologie.  
Le rédacteur en chef fondateur est Lesley Anson, suivi par Joerg Heber, Magdalena Skipper et Elisa De Ranieri. La revue a des bureaux de rédaction à Londres, Berlin, New York et Shanghai. Depuis 2014, la direction de publication est assurée par Joerg Heber qui a succédé à Lesley Anson.

## Résumé et indexation
Le journal est résumé et indexé dans:
- Index des citations scientifiques
- Contenu actuel / Agriculture, biologie et sciences de l'environnement
- Contenu actuel / Sciences de la vie
- Contenu actuel / Sciences physiques, chimiques et de la Terre
- L'enregistrement zoologique
- Aperçu BIOSIS
- Service des résumés chimiques
- Index Medicus / MEDLINE / PubMed
- Scopus
- Répertoire des revues en libre accès (DOAJ)

Selon le Journal Citation Reports, la revue a un facteur d'impact 2019 de 12.121. 

## Processus éditorial et portée de la revue
Nature Communications est une revue multidisciplinaire, à accès libre et en ligne uniquement, qui publie des articles dans tous les domaines des sciences naturelles. Une partie de son objectif est de combler une lacune pour des articles de recherche interdisciplinaires de haute qualité sans aucune revue dédiée au sein du groupe Nature Research. Le rédacteur en chef est soutenu par 13 équipes éditoriales différentes couvrant différents sujets.
Depuis octobre 2014, la revue n'a accepté que les soumissions d'auteurs prêts à payer des frais de traitement. Jusqu'à fin 2015, une partie des articles publiés n'était disponible que pour les abonnés. À partir de janvier 2016, tous les contenus passent en accès libre. 

## Sous-journaux
En 2017, Nature Publishing Group annonce la création de trois «sous-journaux» sous la marque Communications: Communications Biology, Communications Chemistry et Communications Physics. En 2019, la création de Communications Materials est annoncé.
Ces revues en libre accès offrent des frais de publication inférieurs à ceux de Nature Communications, reflétant leurs missions plus spécialisées. Les manuscrits rejetés par les revues de Nature Publishing Group peuvent choisir de transférer leur manuscrit avec les rapports des examinateurs vers les trois revues de la marque Communications via un service de transfert automatisé. Les auteurs peuvent également choisir de demander un nouvel examen. 